# Alberts Rumba
Alberts Rumba, född 15 oktober 1892 i Lielvircava i Ryssland (nuvarande Lettland), död 10 juli 1962 i Riga, var en lettisk hastighetsåkare på skridskor. Han deltog i de olympiska spelen i Chamonix 1924 och Sankt Moritz 1928.